# Mimosa (nome)
Mimosa  è un nome proprio di persona italiano femminile.

## Varianti
- Ipocoristici: Mimi

### Varianti in altre lingue
- Albanese: Mimoza[1]

## Origine e diffusione

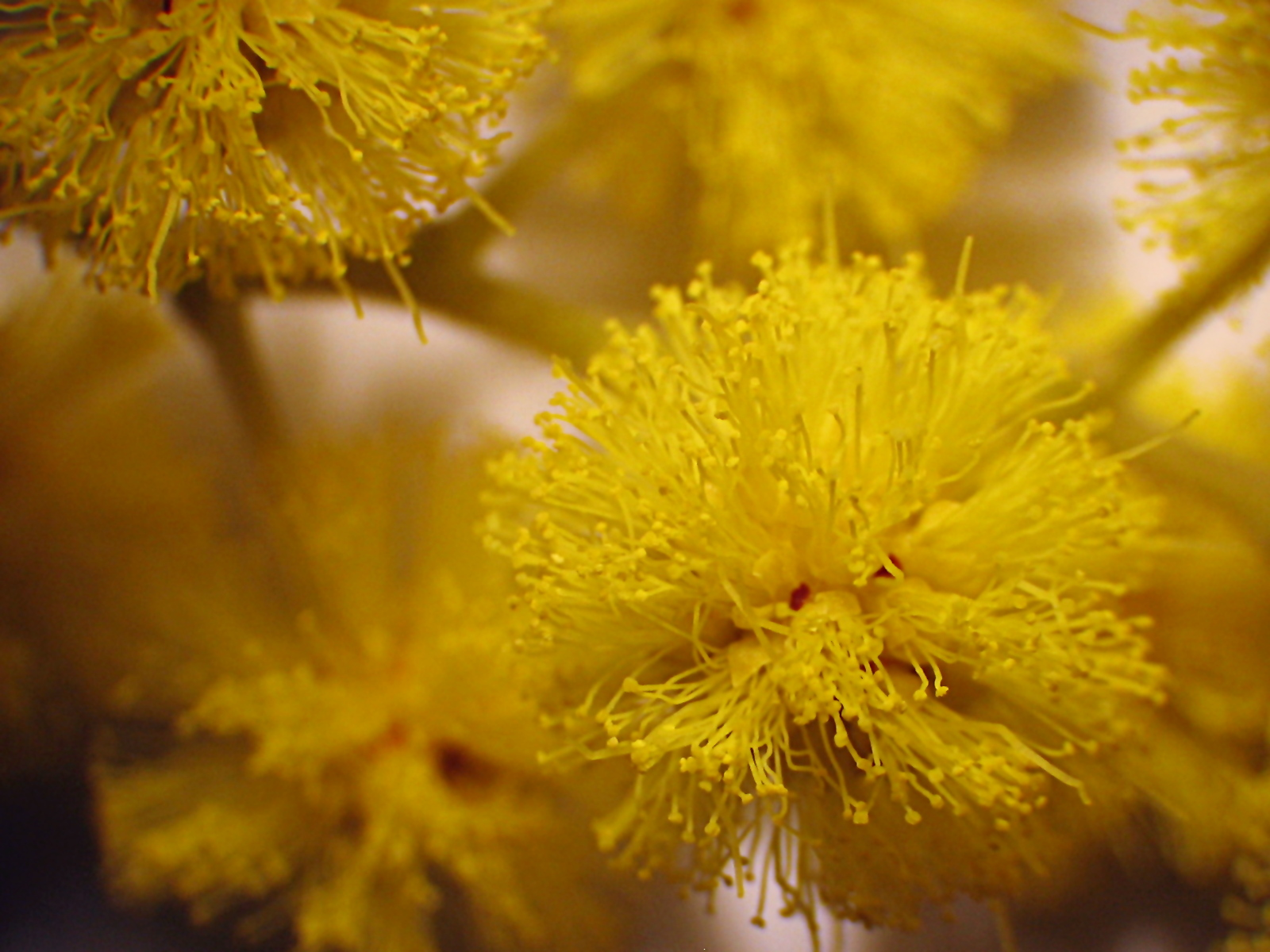
Fiori di mimosa (Acacia dealbata)

Riprende il fiore omonimo, la mimosa, il cui nome deriva dal latino mimus, "mimo" (o mimesis, "imitazione"), perché un'altra pianta con questo nome, la sensitiva (Mimosa pudica), ha la capacità di far richiudere le foglie su sé stesse quando vengono toccate, "imitando" il movimento di una mano.
Dal punto di vista del significato, fa parte di quella vasta schiera di nomi ispirati al mondo floreale, insieme con Rosa, Lilia, Iris, Sage, Poppy, Sakura, Nevena, Gyöngyvirág e vari altri.

## Onomastico
Il nome è adespota, in quanto non è portato da alcuna santa. L'onomastico può quindi essere festeggiato il 1º novembre, in occasione di Ognissanti.

## Persone
- Mimosa Campironi, attrice italiana
- Mimosa Echard, artista francese
- Mimosa Jallow, nuotatrice finlandese
- Mimosa Martini, giornalista italiana
- Mimosa Willamo, attrice finlandese

## Il nome nelle arti
- Mimosa è una dei 343 folletti che popolano il mondo di Memole.
- La Regina Mimosa è la prima moglie di Re Quercia nella trasmissione per bambini Melevisione.
- La Principessa Mimosa è un personaggio del cartone animato Un'avventura fantastica.
- Mimosa Bunce è una hobbit dell'universo immaginario della Terra di Mezzo di J. R. R. Tolkien.

## Toponimi
- Mimosa è una stella della Croce del Sud, la ventesima più luminosa del cielo.
- 1079 Mimosa è un asteroide della fascia principale.